# Kirche Nikolassee

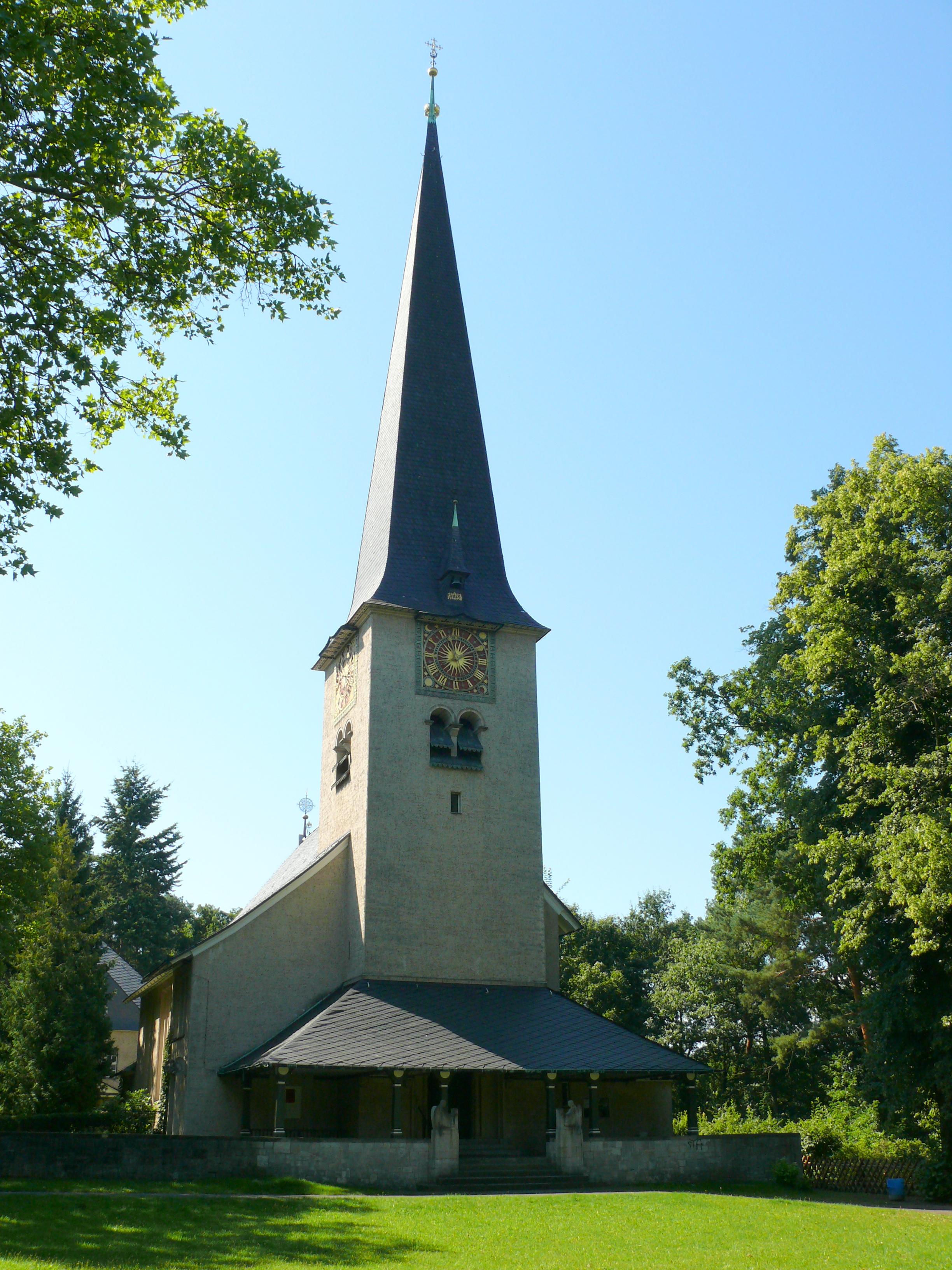
Kirche Nikolassee

Die Kirche Nikolassee ist ein Gotteshaus im Berliner Bezirk Steglitz-Zehlendorf. Sie wurde zusammen mit einem Pfarrhaus zu Beginn des 20. Jahrhunderts errichtet. Kirche, Pfarrhaus und der gesamte Vorplatz stehen unter Denkmalschutz.

## Lage
Die evangelische Kirche Nikolassee befindet sich am Kirchweg – einer Querstraße der Potsdamer Chaussee (Bundesstraße 1) – gegenüber dem Kirchhof auf einem Hügel an der Rehwiese. Das Autobahnkreuz Zehlendorf der A 115 ist ebenso wie der Bahnhof Nikolassee, Haltepunkt der S-Bahn-Linien S1 und S7, nicht weit entfernt. Kirchfriedhof und Kirchenkomplex stehen auf einem insgesamt 11.4906 m² großen Areal, das die Heimstätten-AG. als Gründungsträgerin von Nikolassee zur Verfügung gestellt hatte.

## Geschichte
Das evangelische Gotteshaus wurde 1909 vom Architekten Johannes Bartschat und dem Regierungsrat und Bildhauer Erich Blunck entworfen. Das Bauwerk fügt sich harmonisch in die neue als Gartenstadt in Heimatschutzarchitektur angelegte Villenkolonie. Das Modell zeigte ein zweischiffiges Langhaus mit weit ausladendem Satteldach, einen Kreuzgang als Verbindung zum ebenfalls zu errichtenden Pfarrhaus und einen 45 Meter hohen Kirchturm mit überhöhter schiefergedeckter Spitze. Der Entwurf fand die volle Zustimmung der gerade gegründeten Gemeinde, sodass am 20. Juni 1909 die feierliche Grundsteinlegung stattfinden konnte. Nach kurzer Bauzeit erfolgte die Kirchweihe am 13. März 1910. Die Baufinanzierung besorgten die Gemeindemitglieder durch eigene Spenden. Der Bau und die gesamte Ausstattung kosteten 172.000 Mark (kaufkraftbereinigt in heutiger Währung: rund 1,23 Millionen Euro).
Das Pfarrhaus wurde in der gleichen Zeit errichtet und enthält außer der Wohnung für den Pfarrer einen sogenannten Konfirmandensaal.
Noch während des Ersten Weltkriegs wurden einige Zinnpfeifen der Orgel beschlagnahmt und sollten zu Kriegsgerät umgearbeitet werden. Den Bronzeglocken drohte das gleiche Schicksal, was jedoch durch die Bewertung einer wissenschaftlichen Relevanz nicht zustande kam. 1940, im zweiten Jahr des Zweiten Weltkriegs, waren die beiden größeren Glocken jedoch abzuliefern und sollten eingeschmolzen werden, was jedoch nicht geschah. Nach dem Krieg erhielt die Gemeinde die Glocken zurück. Trotz einiger Kriegshandlungen wurden die Teile des Kirchengebäudeensembles nicht wesentlich zerstört. Zwischen 1949 und 1950 konnten die größeren Kriegsschäden an den Gebäuden beseitigt werden. 1958 bis 1959 erfolgten einige Erneuerungsarbeiten im Kircheninneren, beispielsweise wurden die Paramente für Altar und Kanzel neu angefertigt und der Altarraum umgestaltet. Eine erneute Umgestaltung in den 1980er Jahren stellte die ursprüngliche Fassung des Innenraums weitgehend wieder her, wobei insbesondere die aus der Erstausstattung stammende, zwischenzeitlich nicht präsente Bronzeskulptur des segnenden Christus auf den Altar zurückkehrte.

## Baubeschreibung
Die Saalkirche nimmt Elemente des Jugendstils und des Barock auf. Das Langhaus ist mit einem kassettierten Tonnengewölbe aus Holz überdeckt. Der Chor ist rechteckig. Der Altar wird über mehrere Stufen erreicht. Eingangsseitig steht der Kirchturm. In seinem Glockenstuhl fanden drei Bronzeglocken Platz. Sie sind mit einem Medaillon verziert, in dem das Herstellungsdatum und der Name des Gießers vermerkt sind. Außerdem tragen sie umfangreiche Inschriften.
| Gießer                 | Gießjahr | Schlagton | Gewicht (kg) | Durchmesser (mm) | Höhe (mm) | Krone (mm) |
| ---------------------- | -------- | --------- | ------------ | ---------------- | --------- | ---------- |
| Martin Heintz          | 1688     | as′       | 415          | 950              | 720       | 160        |
| Johann Heinrich Scheel | 1755     | b′        | 324          | 820              | 680       | 130        |
| Gustav Collier         | 1910     | des″      | 250          | 670              | 510       | 130        |

## Ausstattung

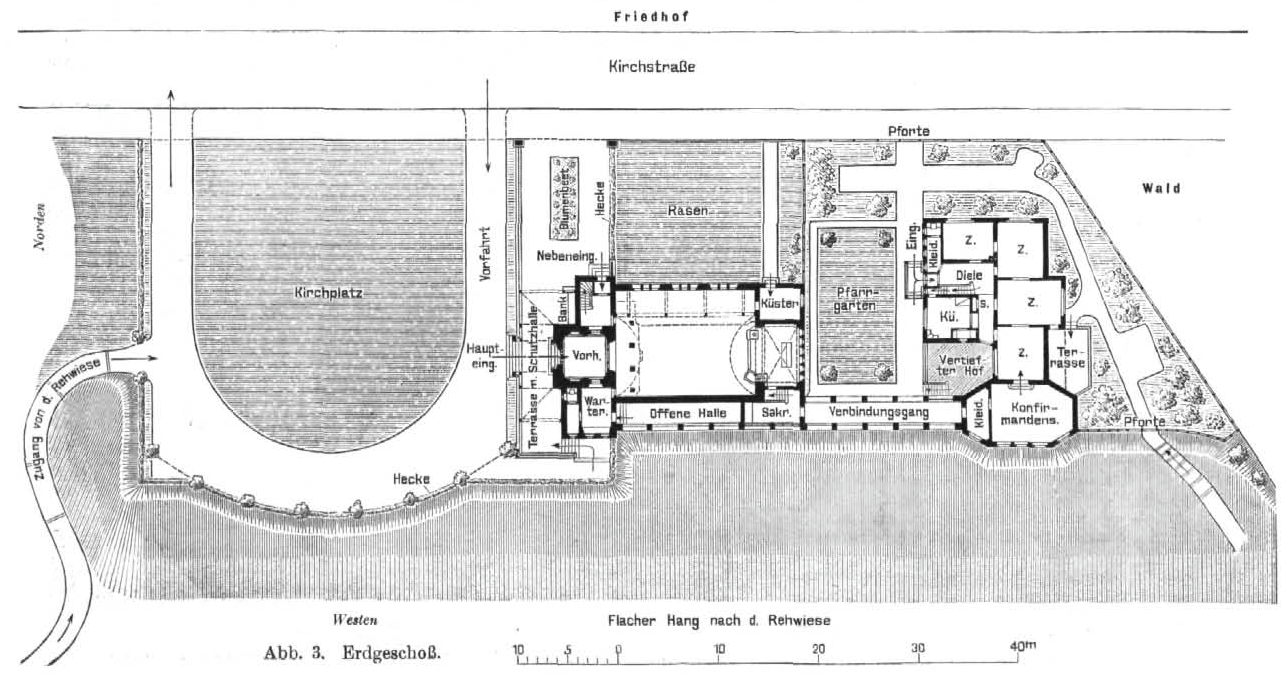
Grundriss mit Pfarrhaus und Kirchplatz

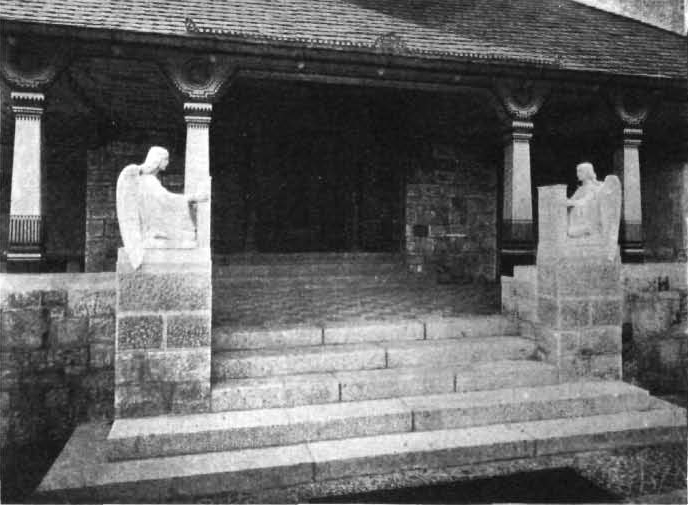
Eingang mit Engelsfiguren, 1911

Die hölzerne Eingangshalle mit zwei Engelsfiguren führt in das Kircheninnere, das durch die in Holz gearbeitete Ausstattung mit Emporenanlage beeindruckt. Die von dem Künstler Max Kutschmann ausgeführte großzügige Ausmalung gibt dem Raum einen besonderen Charakter. Altar mit einem sitzenden Christus und einer Weltkugel in der Hand sowie Kanzel, Altarfenster und Wandfriese vervollständigen das Kircheninnere. Noch im ersten Monat erhielt die Kirche auch Abendmahlskelch, Pokal und eine Taufschale.

## Kirchengemeinde
Die Nikolasseer evangelische Kirchengemeinde entstand 1909 in Ausgliederung aus der Kirchengemeinde Zehlendorf und umfasste zur damaligen Zeit rund 1200 Mitglieder. 1919 kamen weitere Christen hinzu, als die spätere Kolonie Schlachtensee-Süd (Eisenbahnersiedlung) gegründet wurde. 1927 wurden die Kirchenmitglieder des Bereichs Schwanenwerder nach Nikolassee gepfarrt. Erster Pfarrer der neuen Kirchengemeinde wurde Dr. Hollmann. Durch Zukauf eines Grundstücks aus Privatbestand konnten 1927 an der Potsdamer Chaussee ein Kindergartenhaus und Gemeindehaus nach Plänen des Regierungsbaumeisters und Architekten Walter Lehweß errichtet werden, der sich in früheren Jahren mit dem Privat-Schulhaus in Nikolassee und der Reichs-Reiterführer-Schule in Zehlendorf (heutiges Veterinärmedizinisches Institut der Freien Universität) einen guten Namen gemacht hatte. Die Einweihung des Baukomplexes erfolgte am 21. April 1929. Als weiter beteiligter Architekt wird der Berliner Engelbert Breidenbend genannt.
Im Jahr 1933 wurden weitere Gebietsteile nach Nikolassee gepfarrt. Während der Herrschaft der Nationalsozialisten erfolgte in der Gemeinde eine weitgehende ideologische Gleichschaltung. Aufgrund der zunehmenden Verfolgung auch von Kirchenmitgliedern und deren Einsatz im Krieg wurden die kirchlichen Einrichtungen jedoch bald ein seelischer Zufluchtsort für die Menschen. Um 1940 beschlagnahmte die Wehrmacht Räumlichkeiten der Gemeinde und nutzte diese als Unterkünfte. Im Frühjahr 1945 zogen Flüchtlinge und flüchtende Berliner durch den Ort und fanden zeitweilige Unterkunft und Beistand. Nach dem Ende des Zweiten Weltkriegs besetzten die sowjetischen Truppen das Gemeindehaus und etliche Villen im Ort Nikolassee. Mit nur wenigen Helfern konnte der Pfarrer den am Leben gebliebenen Einwohnern und den Heimkehrern Mut machen, er musste allerdings auch die zahlreichen Toten beerdigen. Die bald einziehenden amerikanischen Militärangehörigen nutzten die Kirche später auch für ihre Gottesdienste und Trauungen. Von all diesen Kriegs- und Nachkriegsereignissen erholte sich die Gemeinde nur langsam wieder, vor allem war die Zahl der Mitglieder stark zurückgegangen. 1949 gab es einen Zuwachs durch Aufnahme der Schwestern des Diakonissenmutterhauses aus Königsberg.
Im 21. Jahrhundert ist die Kirchengemeinde Nikolassee Teil des Kirchenkreises Teltow-Zehlendorf im Sprengel Berlin der Evangelischen Kirche Berlin-Brandenburg-schlesische Oberlausitz.
Der Kirchengemeinde gehörten und gehören zahlreiche prominente Persönlichkeiten an, unter anderem der Schriftsteller Jochen Klepper, der zwischen 1938 und 1942 mit seiner Familie nur wenige Minuten von der Kirche entfernt gewohnt hat. Das Grab der Familie befindet sich auf dem gegenüberliegenden Kirchhof der Gemeinde.